# Gabriel Nemeth
Gabriel Nemeth (* 9. Juni 1957) ist ein deutscher Grafiker, Illustrator und Comiczeichner.

## Leben
Gabriel Nemeth besuchte von 1974 bis 1977 die Berufsfachschule für Grafik und Werbung an der Akademie für das Graphische Gewerbe in München.
Nach einem längeren Aufenthalt in den Vereinigten Staaten ließ er sich wieder in München nieder und arbeitet seit 1980 als freiberuflicher Illustrator und Texter für diverse Werbeagenturen und Verlage.
Seit Mitte der 1980er Jahre beschäftigt er sich zum großen Teil mit dem Bearbeiten von Kinderbüchern und -comics. So war er an der Entwicklung der Serie „Quercomics“ unter dem Künstlernamen „Tschap“ in der Reihe Rotfuchs aus dem Rowohlt Verlag und vielen anderen beteiligt.
Zwischen 1995 und 2013 gestaltete er zusammen mit Jan Gulbransson die Education-Comic-Serie Willi Wurm und seine Freunde für das Kinder-Apothekenmagazin Medizini. In der Serie wurden in kindgerechter Form ökologische und populärwissenschaftliche Zusammenhänge aufbereitet. Als Nachfolge dieser Serie gestalteten dieselben Autoren in Medizini bis Februar 2018 den Comic Willi und Rudi.
Ab 2012 entwickelte er den textlichen und figürlichen Relaunch der Bilderbuch-Figur Glöbeli für den Schweizer Globi-Verlag. Gesamt erschienen 4 Glöbeli-Bilderbücher.

## Bibliografie (Auswahl)
Kinderbücher
- „Glöbeli auf dem Bauernhof“ und Folgebände (Globi-Verlag)
- „Professor Knickrichs Abenteuer-Spielebuch“ und Folgebände zusammen mit Matthias Mala (Englisch Verlag)
- „Schnelle Spiele für kleine Quälgeister“ zusammen mit Matthias Mala (Augustus Verlag)

Comics für Kinder
- „Chip und Charly“ zusammen mit Erhard Dietl – (Ravensburger Verlag)
- „Käptn Blaubär“- Strips zusammen mit Johann Kiefersauer
- „Globi bei der Patrouille Suisse“ und Folgeband zusammen mit Jan Gulbransson (Globi Verlag)

Comics für Erwachsene
- „Hausmeister Zwetschke“ (Moxxito-Magazin – Carlsen Verlag)
- „Fredi und Carla“ (U-Comix – Alpha Comic Verlag)
- „Caféhaus-Geschichten“ (Strapazin – Meiler-Verlag)